# Robinson Helicopter
A Robinson Helicopter Company, baseada em Zamperini Field, em Torrance (California) é uma fabricante norte-americana de helicópteros. A Robinson produz três modelos - o R22, R44 e R66.

## História
A companhia foi fundada em 1973 por Frank Robinson, um ex-empregado da Bell Helicopter e da Hughes Helicopters. Desde a entrega do primeiro helicóptero em 1979, a Robinson já produziu mais de 12.000 aeronaves . As instalações da Robinson podem construir 1.000 aeronaves por ano .

## Produtos
- Robinson R22
- Robinson R44
- Robinson R66

Também foi oferecido pela fabricante o Robinson Helipad, um heliponto modular para helicópteros leves 

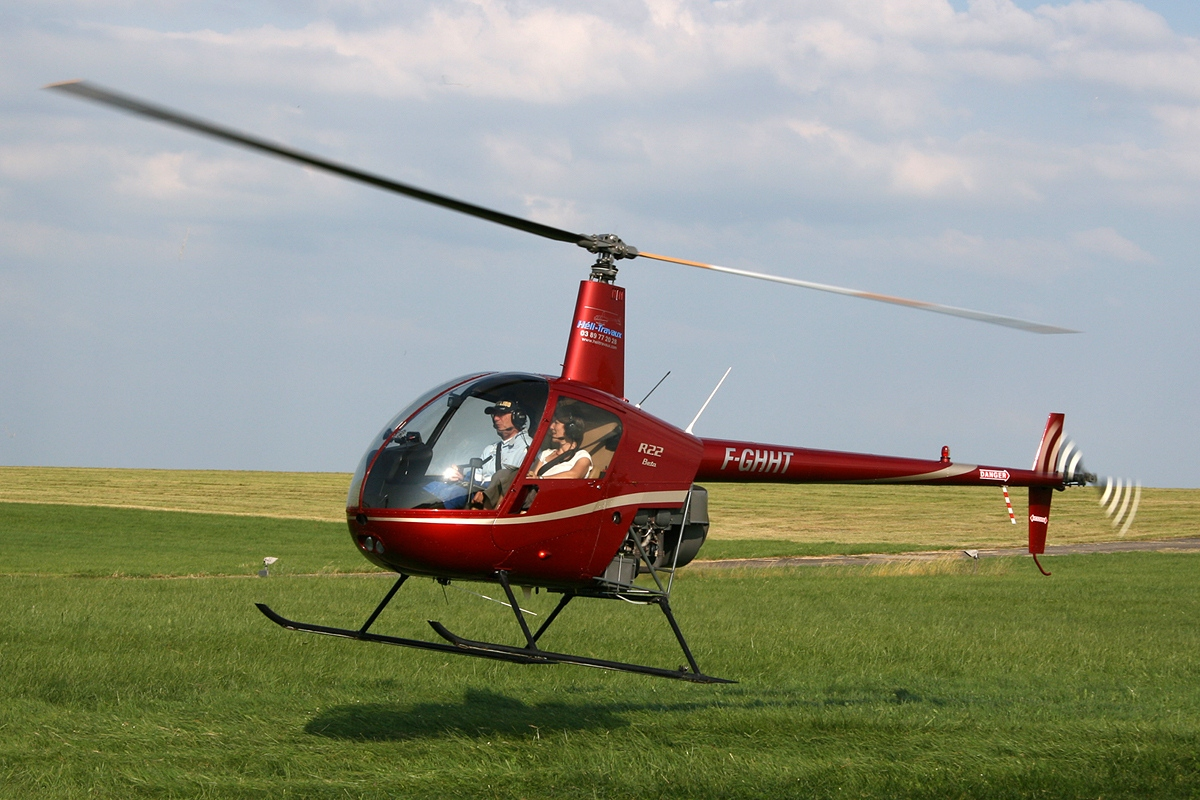
Robinson R22
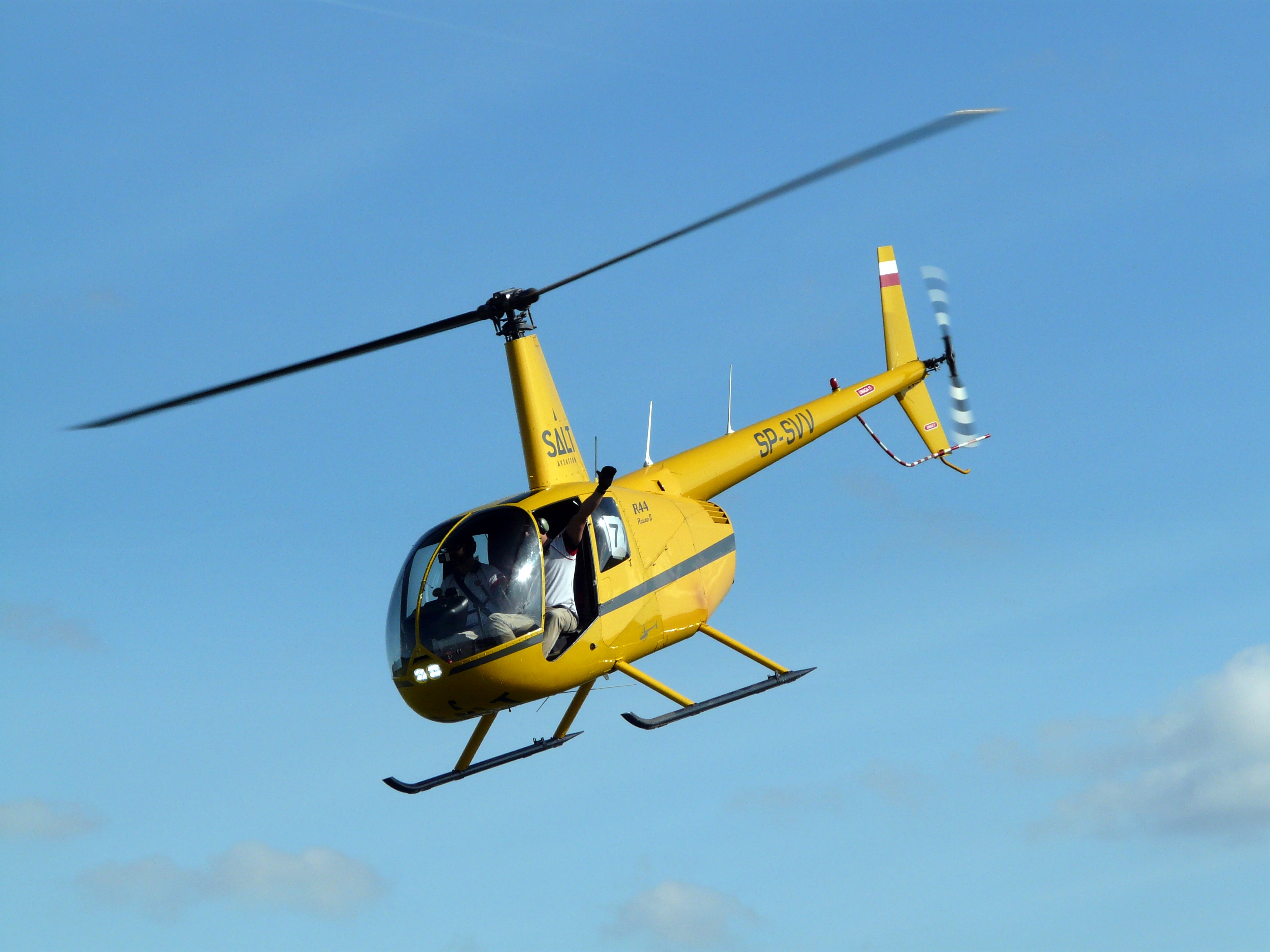
Robinson R44
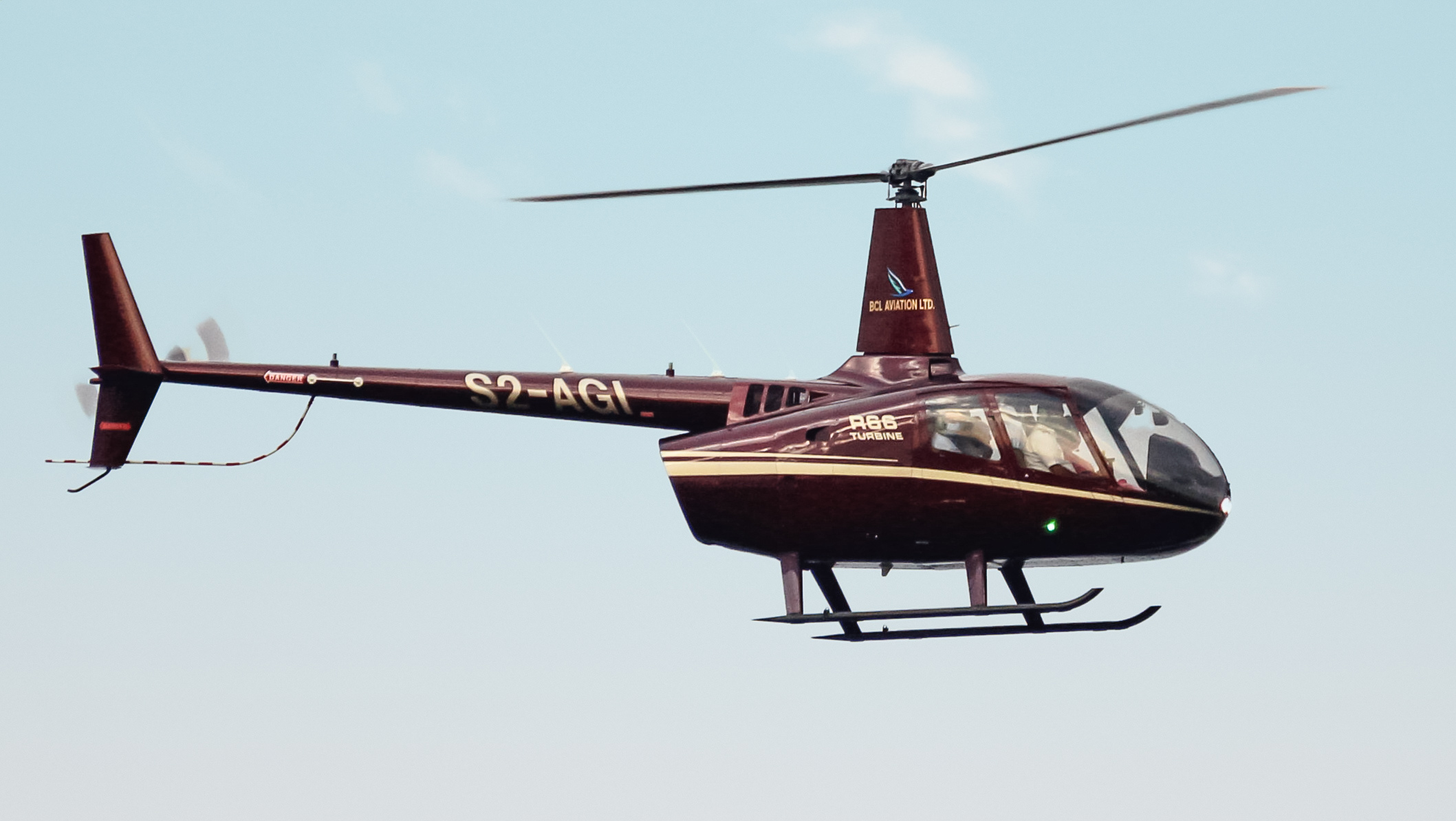
Robinson R66